# محافظة كربلاء

محافظة كربلاء

محافظة كَرْبَلَاء، ورسميًا محافظة كربلاء المقدسة هي محافظة تقع في الجزء الأوسط من العراق. تبعد كربلاء عن العاصمة بغداد بمسافة 97 كم من الجنوب الغربي ومن الأقضية التابعة لها قضاء الهندية وقضاء عين تمر أما النواحى فيتبع لها ناحية الخيرات وناحية الحر التي تحتضن قبر الحر الرياحي وناحية الجدول الغربي وناحية عون والتي تحتضن قبر عون بن عبد الله وناحية الحسينية. ويقدّر عدد سكان المحافظة بحوالي 1,350,577 نسمة عام 2022.
تضم المحافظة في مركزها مدينة كربلاء، والتي تعد مقدسة عند الشيعة إثر احتضانها العتبة الحسينية، والتي تحوي مرقد الإمام الحسين بن علي سبط النبي محمد.

## الموقع

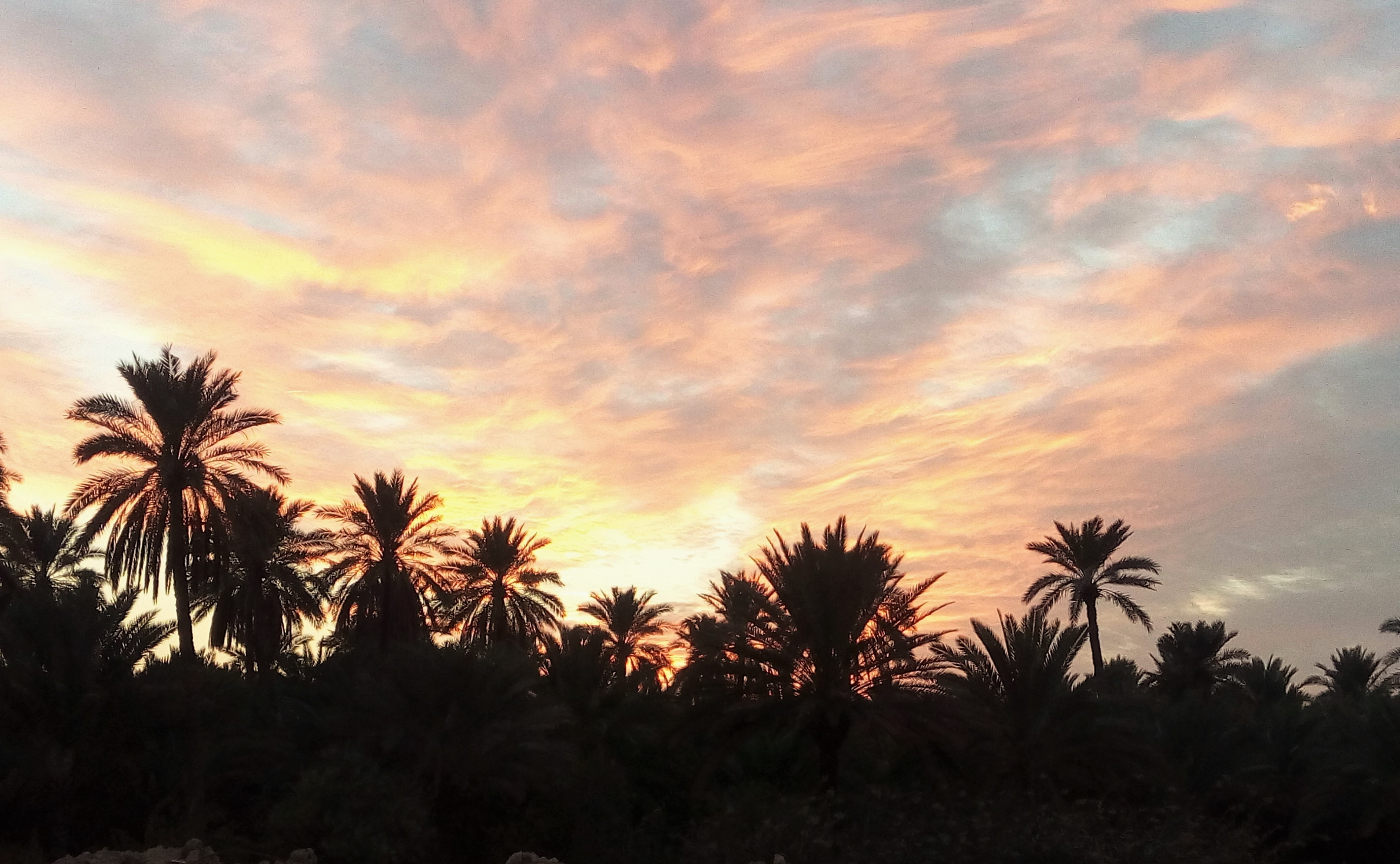
بساتين كربلاء.

تقع المدينةُ مركز المحافظة على بعد 108 كم إلى الجنوب الغربي من العاصمة العراقية بغداد، على حافة الصحراء في غربي الفرات وعلى الجهة اليسرى لجدول الحسينية. وتقع المدينة على خط طول 44 درجة و 1 دقيقة وعلى خط عرض 32 درجة و 36 دقيقة، ويحدها من الشمال محافظة الأنبار ومن الجنوب محافظة النجف ومن الشرق محافظة الحلة وقسم من محافظة بغداد ومن الغرب بادية الشام وأراضي المملكة العربية السعودية.

## قبائل
سكن المُحافظة كثير من القبائل ذات الأصول العربية والإيرانية والأفغانية أيضًا، ومن أبرز القبائل العربية في المُحافظة ذات الشُهرة هم قبيلة بنو مسعود، وبنو أسد واليسار الطائية فضلًا لوجود عشائر سادة بنو هاشم وقبائل عربية أخرى في المُحافظة.

## المعالم

العتبة العباسية المقدسة

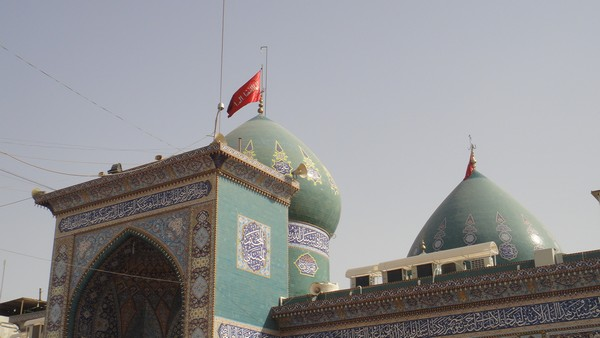
المخيم الحسيني في كربلاء

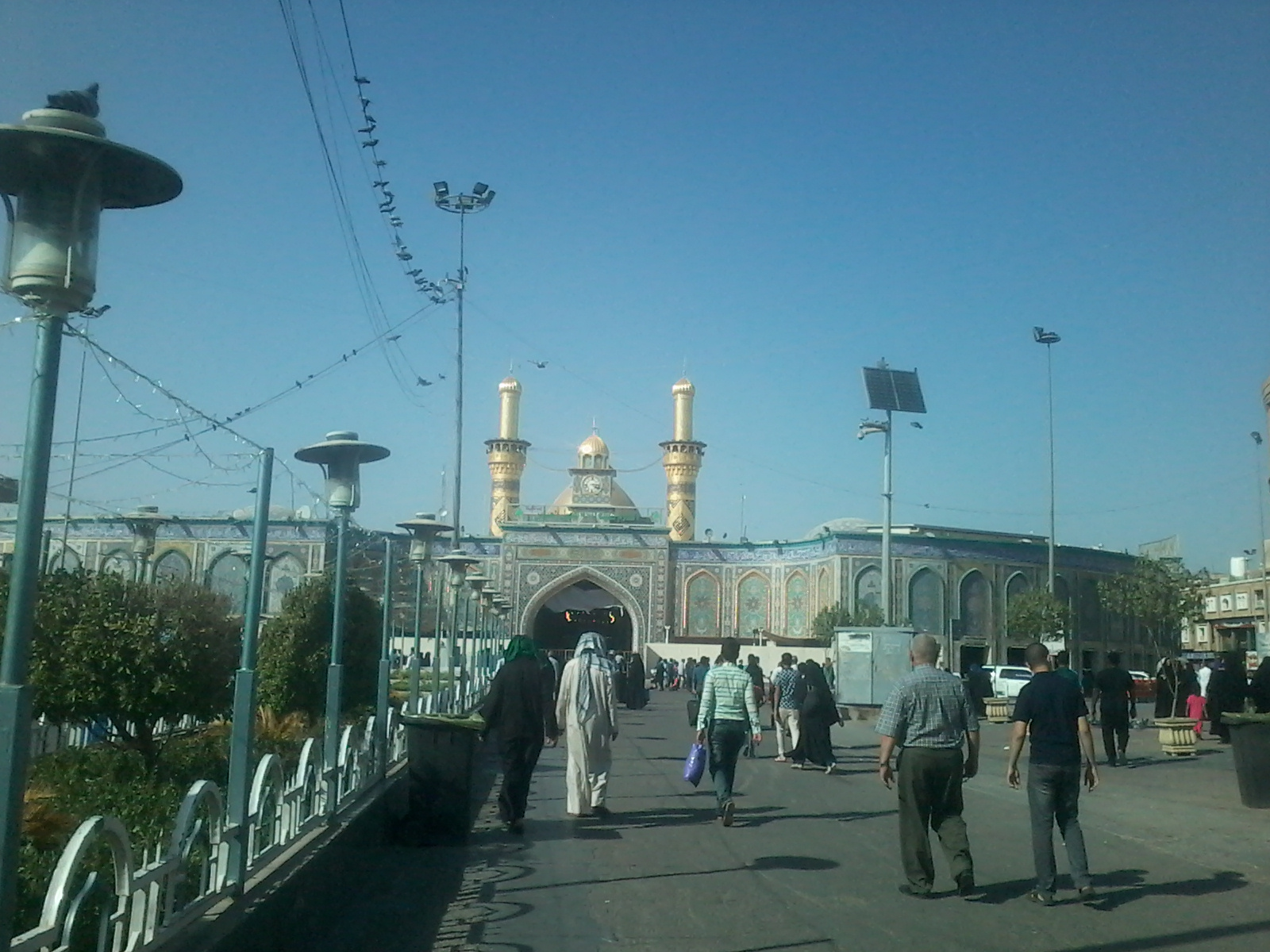
صورة لمرقد الإمام العباس

محافظة كربلاء ذات أرض رخوة نقية (منقاة من الحصى والدغل) تحيط بها البساتين الكثيفة من الشرق ومن الشمال بحيرة الرزازة ويسقيها ماء الفرات، وثمة طريقان يؤديان إلى المدينة المقدسة، طريق تربطها بالعاصمة بغداد مرورا بمدينة المسيب وطولها 97 كم وطريق آخر تصلها بمدينة النجف وأيّاً كان السبيل الذي يسلكه المسافر فإنه سيتجه إلى مرقد الإمام الحسين ومثوى قتلى الطف، فلا بد له في كلتا الحالتين من المرور بطريق مخضرة تحفها بساتين الفاكهة ومزارع النخيل الكثيفة. وتقسم المدينة من حيث العمران إلى قسمين يسمى الأول « كربلاء القديمة » وهو الذي أُقيم على أنقاض كربلاء القديمة، ويدعى القسم الثاني « كربلاء الجديدة » والبلدة الجديدة واسعة البناء ذات شوارع فسيحة وشيدت فيها المؤسسات والأسواق والمباني العامرة والمدارس الدينية والحكومية الكثيرة، ويصل المدينة الخط الحديدي الممتد بين بغداد والبصرة بفرع منه ينتهي بسدة الهندية طوله 36 كم وتربطها بالعاصمة وبسائر الأطراف طرق مبلطة حديثة.
أهم معالم محافظة كربلاء هي وجود مرقد الإمام الحسين بن علي ومرقد العباس وكثير من قبور الصحابة الذين استشهدوا بواقعة الطف الشهيرة بين أنصار الإمام الحسين وبين جيش الدولة الأموية في عهد يزيد بن معاوية. ويوجد بها المخيم الحسيني ومقام محمد المهدي ومقام الكف الأيمن والأيسر ويقع بها حصن الأخيضر والذي يقع جنوب كربلاء بمسافة 48 كم وكذلك وقصر شمعون في عين تمر وموقع الأقيصر الأثري ومنطقة كهوف الطار الأثرية وتعد مدينة كربلاء من أهم المدن التي تحتضن السياحة الدينية حيث يوجد بكربلاء أكثر من 130 فندق سياحي ويوجد بها بحيرة الرزازة التي تقع غرب كربلاء ب 15 كم، ويعد مناخ مدينة كربلاء حار صيفا وبارد نسبيا بالشتاء وهي تشتهر بالزراعة.
وتعتبر مدينة كربلاء معقل للعلوم الدينية، وقد أنجبت الكثير من المفكرين الإسلاميين، مثل المرجع الديني محمد الحسيني الشيرازي، وأخوه صادق الحسيني الشيرازي، والمرجع الديني السيد محمد تقي المدرسي ويأتي إليها ملايين الزوار من محافظات ودول أخرى.

## طرق كربلاء
| مسار الطريق                                       | بُعده كيلومتراً |
| كربلاء النجف جديدة عرعر الجوف                     | 1200          |
| كربلاء النخيب جديدة عرعر                          | 380           |
| كربلاء النخيب الرطبة الوليد وطربيل                | 430           |
| كربلاء المسيب الإسكندرية المحمودية اللطيفية بغداد | 106           |
| كربلاء النجف                                      | 75            |
| كربلاء الحلة الديوانية السماوة الناصرية البصرة    | 125           |

## التقسيمات الإدارية
- قضاء كربلاء
  - ناحية عون
  - ناحية الحر
  - قضاء الحسينية
- قضاء عين التمر
  - ناحية الرحالية
- قضاء طويريج
  - ناحية الجدول الغربي
  - ناحية الخيرات

## الجهاز الإداري
فيما يلي قائمة بأسماء متصرفي كربلاء منذ سنة 1052 هـ/1642م إلى سنة 1301 هـ/1883م:
| السنة               | اسم المتصرف أو المحافظ                                                                                     |
| ------------------- | --- |
| 1052 هـ             | متولي قصبة كربلا أحمد آغا                                                                                  |
| 1104 هـ             | متولي قصبة كربلا عبد الله آغا                                                                              |
| 1120 هـ             | متولي قصبة كربلا حسين آغا                                                                                  |
| 1129 هـ             | متولي قصبة كربلا أحمد السياف                                                                               |
| 1212 هـ             | متولي قصبة كربلا مراد بيك                                                                                  |
| 1215 هـ             | متولي قصبة كربلا عمر آغا                                                                                   |
| 1217 هـ حتى 1227 هـ | متولي قصبة كربلا أمين آغا ترك                                                                              |
| 1234 هـ حتى 1237 هـ | متولي قصبة كربلا فتح الله خان                                                                              |
| 1237 هـ             | متولي قصبة كربلا علي أفندي                                                                                 |
| 1237 هـ حتى 1238 هـ | متولي قصبة كربلا السيد محمد علي السيد عباس آل طعمه                                                         |
| 1239 هـ حتى 1240 هـ | متولي قصبة كربلا سليمان آغا كتخذا                                                                          |
| 1240 هـ             | حاكم كربلاء فتح الله آغا                                                                                   |
| 1240 هـ حتى 1244 هـ | حاكم كربلاء السيد سلطان السيد ثابت آل ثابت                                                                 |
| 1245 هـ             | حاكم كربلاء السيد عبد الوهاب بن محمد علي چلبي آل طعمه                                                      |
| 1245 هـ حتى 1259 هـ | حاكم كربلاء السيد حسين بن السيد حسن الوهاب                                                                 |
| 1255 هـ حتى 1257 هـ | نائب متولي قصبة كربلاء عبد اللطيف البكتاشي ثم تبعه وكالة يوسف سنان باشا                                    |
| 1257 هـ حتى 1258 هـ | حاكم كربلاء السيد عبد الوهاب بن محمد علي چلبي آل طعمه                                                      |
| 1262 هـ حتى 1264 هـ | قائممقام كربلاء السيد احمد السيد عبد الله قريي من السادة آل حكيم                                           |
| 1264 هـ             | متصرف كربلاء إسماعيل باشـا في زمن الوالي نـامق باشا                                                        |
| 1264 هـ حتى 1272 هـ | قائممقام كربلاء يعقوب بك                                                                                   |
| 1272 هـ حتى 1278 هـ | نائب كربلا وقائممقام القصبة عبد الرحمن بن عبد الله السويدي ثم جاء خلفاً له ميرميران مظهر باشا متصـرف كربلاء |
| 1286 هـ             | متصرف كربلاء إسماعيل باشا عزله الوالي ونصب مكانه حافظ أفندي                                                |
| 1287 هـ حتى 1288 هـ | متصرف كربلاء حافظ قدري باشا                                                                                |
| 1288 هـ             | متصرف كربلاء مظهر باشا                                                                                     |
| 1290 هـ             | وكيل متصرف كربلاء راشد أفندي                                                                               |
| 1291 هـ حتى 1293 هـ | متصرف كربلاء محمد شبلي باشا                                                                                |
| 1293 هـ             | متصرف كربلاء قدري بك                                                                                       |
| 1294 هـ             | متصرف كربلاء راشد أفندي والقائممقام السيد أحمد بن السيد عبد الله قريي آل الحكيم                            |
| 1295 هـ             | متصرف كربلاء محمد باشا                                                                                     |
| 1296 هـ             | متصرف كربلاء راشد أفندي                                                                                    |
| 1297 هـ             | متصرف كربلاء الحاج علي باشا                                                                                |
| 1298 هـ             | متصرف كربلاء جلال باشا                                                                                     |
| 1299 هـ             | متصرف كربلاء محمد باشا                                                                                     |
| 1299 هـ حتى 1300 هـ | متصرف كربلاء مظهر باشا ووكيله محمد ظاهر                                                                    |
| 1301 هـ             | متصرف كربلاء جلال بك ووكيله محمد جميل أفندي المدرس                                                         |

## السكان
قُدّر عدد السكان عدد سكان محافظة كربلاء في عام 2003 حوالي 931,600 نسمة وقُدّر لمحافظة كربلاء والأقضية والنواحي التابعة لها إداريا حسب منظمة الأمم المتحدة عام 2011 بلغ 1,067,000 نسمة وقَدّر مجلس محافظة كربلاء عدد سكان المحافظة عام 2013 بحوالي 1,378,000 نسمة يسكن منهم حوالي 73% يعيشون في مركز المحافظة مدينة كربلاء التي يقدر عدد سكانها بحوالي 974 ألف نسمة 

## معرض الصور

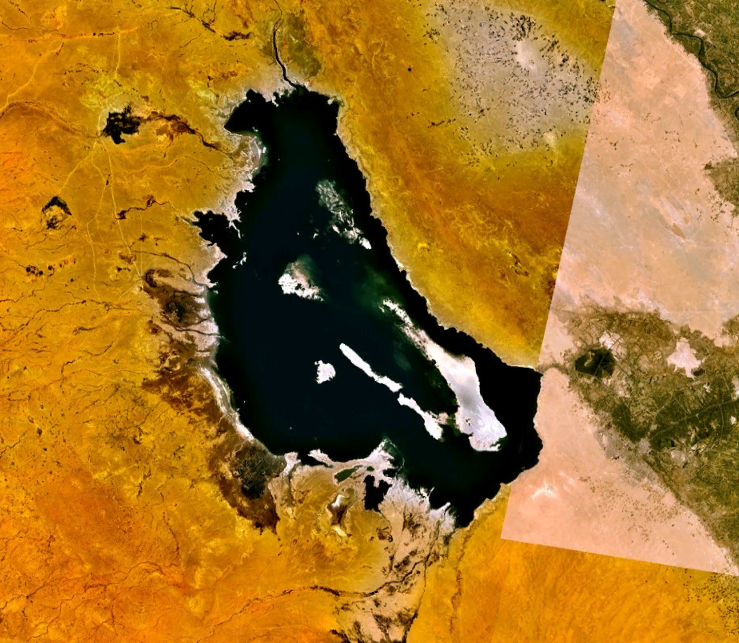
صورة جوية لبحيرة الرزازة
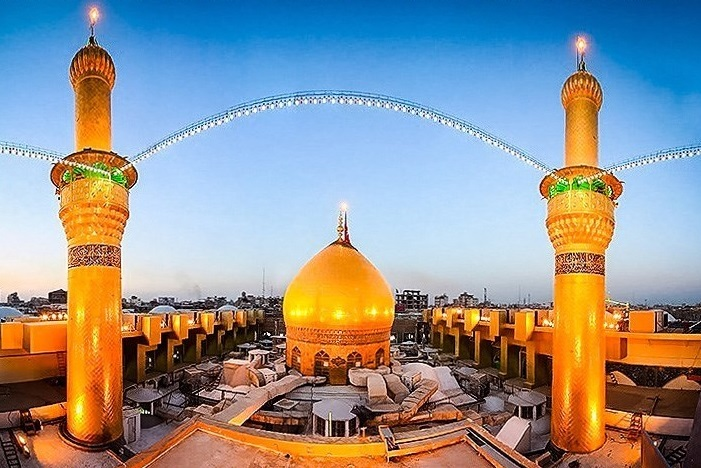
مرقد الإمام الحسين
قطارة الإمام علي من أهم المعالم التاريخية في كربلاء
كهوف الطار
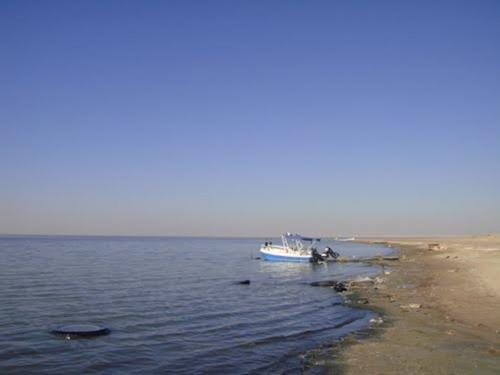
بحيرة الرزازة شمال شرقي محافظة كربلاء
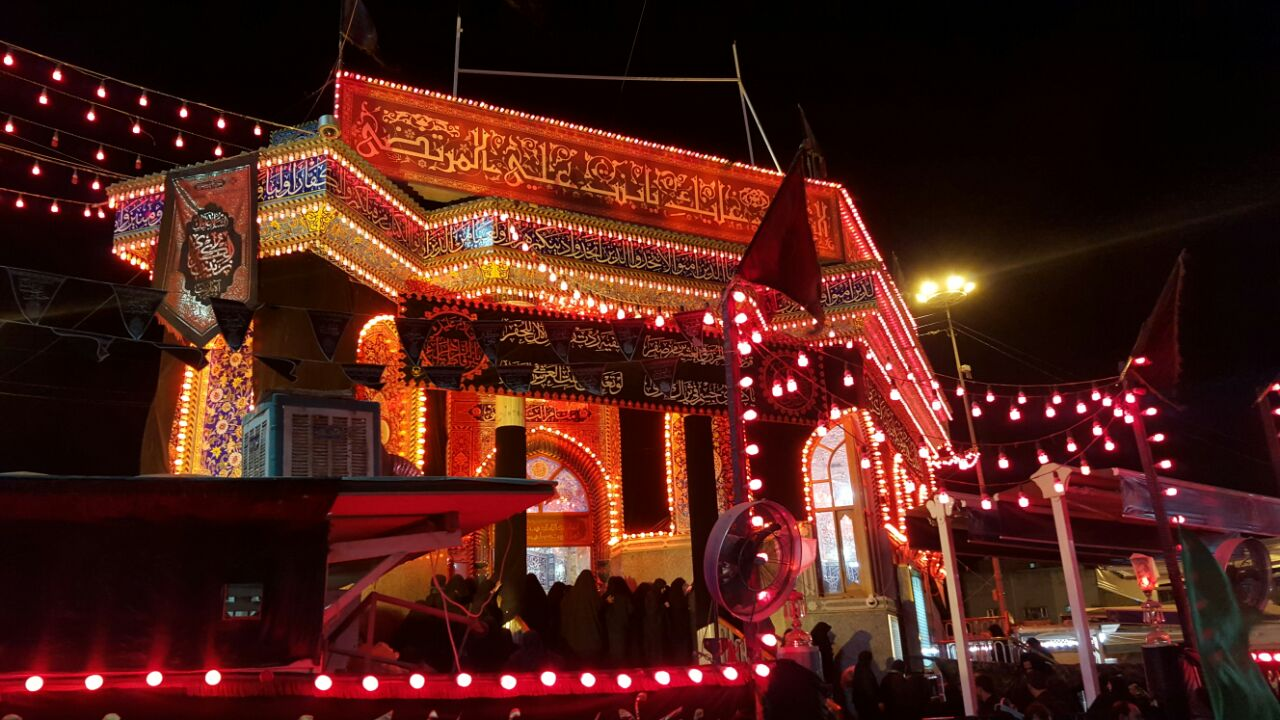
تل الزينبية في مدينة كربلاء
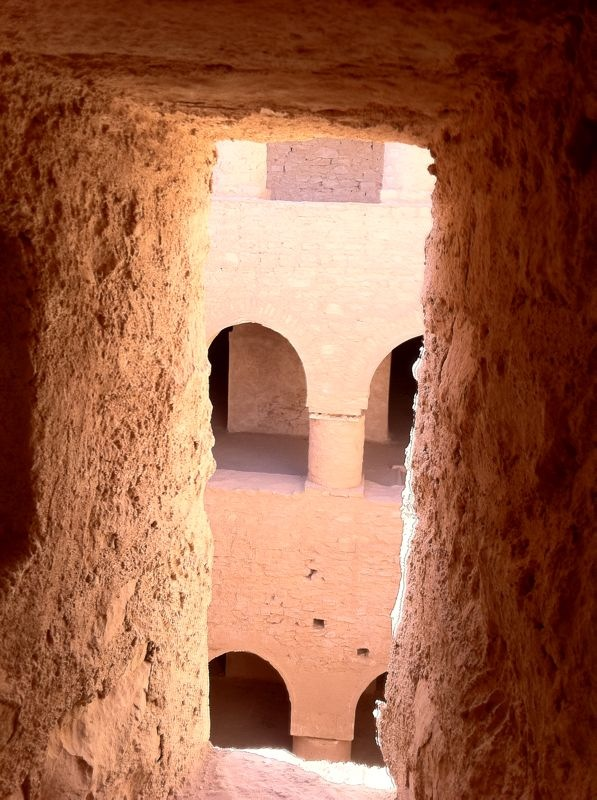
منظر من داخل حصن الأخيضر
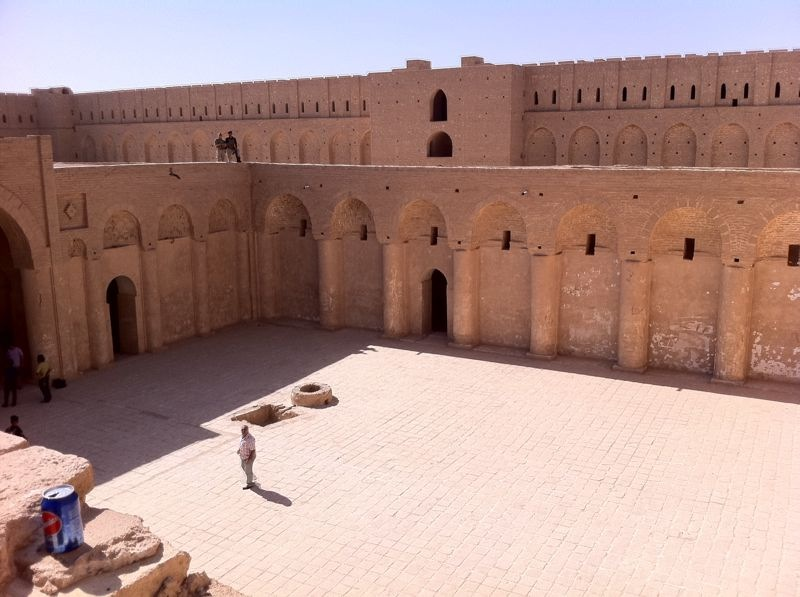
منظر من خارج حصن الأخيضر
قصر الأخيضر في غرب كربلاء

## وصلات خارجية
- خارطة الأماكن المقدسة في كربلاء
- شبكة كربلاء المقدسة
- قناة كربلاء الفضائية